# Астрономічна обсерваторія і планетарій «Миколай Коперник»
43°12′09″ пн. ш. 27°55′22″ сх. д. / 43.20254° пн. ш. 27.92273° сх. д.
Національна астрономічна обсерваторія та планетарій «Миколай Коперник» (болг. Народна астрономическа обсерватория и планетариум «Николай Коперник») — астрономічний комплекс у Морському саду Варни, що включає обсерваторію та планетарій.

## Історія
Ідея обсерваторії у Варні народилася на початку 1960-х років. Під керівництвом тодішнього міського голови Ніколая Бояджиєва в 1963 році в центральній частині Морського саду виділили приміщення клубу астрономії та космонавтики, де почали проводити перші в місті курси астрономії та ракетомоделювання.
Невдовзі почали складатися плани реконструкції наявної будівлі, а восени 1964 року почалося будівництво нової будівлі обсерваторії, архітектором якої був Камен Горанов. У ході будівельних робіт в початкові плани були внесені зміни, і було вирішено прибудувати до обсерваторії планетарій з лекційним залом.
Комплекс був офіційно відкритий 22 травня 1968 року і складається з обсерваторії, планетарію та маятника Фуко. Рішенням Ради міністрів комплекс названо на честь польського астронома Миколая Коперника. Директором обсерваторії став Ніколай Петров, який керував нею до 1989 року.
Спочатку в обсерваторії було кілька невеликих телескопів, включаючи рефрактор 80/1200 мм і телескоп Кассегрена 150/2250 мм. Плантарій має проєкційний апарат типу Zeiss Kleinplanetarium, який може проєктувати до 5500 зір на напівсферичний купол діаметром 10,5 м. Для додаткової візуалізації використовуються також діапроектори. В зоряному залі на 80 місць читають лекції болгарською, англійською та російською мовами. Маятник Фуко, встановлений на вежі, має довжину 17,6 м і амплітуду коливань близько 2 м. Для широти Варни (43 градуси 12 хвилин північної широти) поворот площини гойдання маятника внаслідок осьового обертання Землі становить 10 градусів 03 хвилини за одну годину в напрямку зі сходу на захід.
У 1971 році почалося будівництво допоміжної астрономічної обсерваторії в селі Аврен, у найвищій частині Авренського плато. У 1973 році відзначалося 500-річчя від дня народження Коперника, і за великий внесок обсерваторія була нагороджена пам'ятною медаллю від Польщі.
Астрономічний комплекс був реконструйований і відкритий у 2002 році.

## Діяльність
Фахівці астрономічного комплексу проводять спостереження та дослідження астрономічних об'єктів як на наявній базі, так і на телескопах обсерваторій Рожен та Білоградчик. Проводяться заняття з астрономії та фізики для шкіл. Комплекс бере участь в організації національної молодіжної астрономічної конференції. При обсерваторії організовано молодіжний астрономічний клуб «Канопус» для астрономів-аматорів. У 1998 році обсерваторія організувала першу Болгарську національну олімпіаду з астрономії.
Обсерваторія заснувала свою нагороду «Ніколай Петров» за самовіддану роботу в галузі аматорської астрономії, названу на честь багаторічного директора обсерваторії та почесного громадянина міста Варна.